# Bactrocera invisitata
Bactrocera invisitata är en tvåvingeart som beskrevs av Drew 1989. Bactrocera invisitata ingår i släktet Bactrocera och familjen borrflugor. Inga underarter finns listade.